# Run the Jewels
Run the Jewels ist ein US-amerikanisches Hip-Hop-Duo. Gegründet wurde es im Jahr 2013 vom New Yorker Rapper und Producer El-P und dem aus Atlanta stammenden Rapper Killer Mike.

## Bandgeschichte
Killer Mike und El-P lernten sich 2011 über Jason DeMarco, einen gemeinsamen Freund bei Adult Swim und beim Cartoon Network kennen. El-P arbeitete gerade an dem Album Cancer 4 Cure. Im Studio entstand der Track Tougher Colder Killer zusammen. Gemeinsam arbeiteten sie an Killer Mikes Album R.A.P. Music und beschlossen dann ihre Kollaboration fortzusetzen. Beide Alben erschienen gleichzeitig und die beiden Musiker gingen gemeinsam auf Tour. Dabei spielte jeder der beiden zunächst ein 30-minütiges Soloset, und dann bestritten die beiden einen 30-minütigen gemeinsamen Auftritt. Nach dieser erfolgreichen Tour gründeten sie das Projekt Run the Jewels, das zunächst antikommerziell vermarktet wurde. Der Name basiert auf einer Line von LL Cool Js Song Cheesy Rat Blues. Das kostenlose Album erhielt positive Kritiken in der Musikpresse und war in zahlreichen Jahresbestenlisten vertreten. Das selbstbetitelte Debütalbum Run the Jewels erschien am 26. Juni 2013 kostenlos im Internet. Eine käufliche Version folgte im Januar 2014 über Fool’s Gold unter anderem auf Vinyl und CD.
Das zweite Album Run the Jewels 2 erschien am 24. Oktober 2014 beim Label Mass Appeal Records. Wieder wurde das Album als kostenloser Download angeboten, dennoch erreichte eine käufliche Version Platz 50 der Billboard-Charts. 2015 erschien mit Meow the Jewels ein Remix-Album, in dem die Instrumentals mit Katzengeräuschen ersetzt wurden. Run the Jewels hatten für Run the Jewels 2 eine Crowdfunding-Kampagne auf Kickstarter gestartet, bei der sie eine Reihe „Stretch Goals“ für absurd hohe Geldbeträge anboten, um ähnliche Kampagnen anderer Musiker zu parodieren. Die Idee eines Remix-Albums mit Katzensounds war eines dieser parodistischen Stretch Goals, allerdings starteten Fans eine Online-Kampagne, um die geforderten 40.000 Dollar zur Deckung der Produktionskosten aufzubringen. Die Kampagne brachte tatsächlich über 60.000 Dollar ein. Run the Jewels spendete das Geld an Opfer von Polizeigewalt.
Im November 2014 wurde eine Rede von Killer Mike bei einem Auftritt der Band in St. Louis zum Gegenstand von Medienberichten. Als Reaktion auf die Jury-Entscheidung im Fall Michael Brown, ein schwarzer Schüler, der unter ungeklärten Umständen von einem Polizisten erschossen wurde, hielt Killer Mike während des Konzerts die emotionale Rede: Er kritisierte die Entscheidung und das dahinterliegende System scharf, sprach über Rassismus und von seiner Angst um seine Kinder und zitierte Martin Luther King.
Das dritte Album Run the Jewels 3 erschien im Dezember 2017 digital und am 20. Januar 2017 auf CD und Vinyl. Als Gastmusiker sind Danny Brown, Joi, Trina, Tunde Adebimpe, Zack de la Rocha und Kamasi Washington auf der Platte vertreten. Wie das Vorgängeralbum wurde auch Run the Jewels 3 positiv besprochen. Es erreichte Platz 13 der amerikanischen Charts. und ist seit Ende Dezember 2016 auch als Download verfügbar.
Am 3. Juni 2020 veröffentlichte das Duo RTJ4 digital per Download und Musikstreaming, am 18. September in physischer Form. Als Feature-Gäste sind 2 Chainz, Pharrell Williams, Mavis Staples, Josh Homme und Zack de la Rocha zu hören. Im November 2022 erschien das Remix-Album RTJ Cu4tro, dass Versionen von Latin-Pop und -Rap-Musikern enthält.

## Musikstil
Run the Jewels versteht sich als Crew in der Tradition bekannter Rap-Duos wie Eric B. & Rakim, EPMD oder Mobb Deep. Die Juice bezeichnete den Musikstil von Run the Jewels als „Grown Men Rap“. Die Texte sind oftmals politisch, zynisch und enthalten Spitzen gegen den US-amerikanischen Mainstream-Rap. El-Ps Produktionen sind eher düster und verzerrt gehalten und sollen möglichst viel Freiraum bieten.

## Diskografie

### Studioalben
| Jahr | Titel Musiklabel                     | Höchstplatzierung, Gesamtwochen, AuszeichnungChartplatzierungen (Jahr, Titel, Musiklabel, Platzierungen, Wochen, Auszeichnungen, Anmerkungen) | Höchstplatzierung, Gesamtwochen, AuszeichnungChartplatzierungen (Jahr, Titel, Musiklabel, Platzierungen, Wochen, Auszeichnungen, Anmerkungen) | Höchstplatzierung, Gesamtwochen, AuszeichnungChartplatzierungen (Jahr, Titel, Musiklabel, Platzierungen, Wochen, Auszeichnungen, Anmerkungen) | Höchstplatzierung, Gesamtwochen, AuszeichnungChartplatzierungen (Jahr, Titel, Musiklabel, Platzierungen, Wochen, Auszeichnungen, Anmerkungen) | Höchstplatzierung, Gesamtwochen, AuszeichnungChartplatzierungen (Jahr, Titel, Musiklabel, Platzierungen, Wochen, Auszeichnungen, Anmerkungen) | Anmerkungen                             |
| Jahr | Titel Musiklabel                     | DE | AT | CH | UK | US | Anmerkungen                             |
| ---- | ------------------------------------ | --- | --- | --- | --- | --- | --------------------------------------- |
| 2013 | Run the Jewels Fools’ Gold Records   | — | — | — | — | — | Erstveröffentlichung: 26. Juni 2013     |
| 2014 | Run the Jewels 2 Mass Appeal Records | — | — | — | — | US50 (4 Wo.)US | Erstveröffentlichung: 24. Oktober 2014  |
| 2016 | Run the Jewels 3 Run the Jewels      | DE59 (1 Wo.)DE | AT60 (1 Wo.)AT | — | UK38 (1 Wo.)UK | US13 (8 Wo.)US | Erstveröffentlichung: 24. Dezember 2016 |
| 2020 | RTJ4 Jewell Runners, BMG             | DE11 (2 Wo.)DE | AT35 (2 Wo.)AT | CH24 (4 Wo.)CH | UK9 (2 Wo.)UK | US10 (4 Wo.)US | Erstveröffentlichung: 3. Juni 2020      |

Singles
- 2013: 36’’ Chain (Download-Single)
- 2014: Oh My Darling Don’t Cry (Download-Single)
- 2014: Blockbuster Night, Pt. 1 (7’’/Download-Single)
- 2014: Close Your Eyes (and Count to Fuck) (feat. Zack de la Rocha, US: Gold)[8]
- 2015: Bust No Moves (12’’, Special zum Record Store Day)
- 2015: Meowrly / Early (Flexi-7’’)
- 2016: Rubble Kings Theme (Dynamite) (Download-Single, aus dem Soundtrack zu Rubble Kings)
- 2016: Talk to Me (Download-Single)
- 2016: DJ Shadow feat. Run The Jewels: Nobody Speak (12’’/Download-Single, US: Gold)
- 2016: Legend Has It (Download-Single, US: Gold)
- 2016: 2100 (feat. Boots, Download-Single)
- 2017: Mean Demeanor

Weitere Veröffentlichungen
- 2014: Run the Jewels (Deluxe European Instrumentals) (Download, Big Dada)
- 2015: Meowrly (Boots Remix) (Mass Appeal Records), Juice-Exclusive auf Juice CD No 131
- 2015: Meow the Jewels (Download/Doppel-LP, Mass Appeal Records)